# Heteronychus muticus
Heteronychus muticus är en skalbaggsart som beskrevs av Eugène Benderitter 1915. 
Heteronychus muticus ingår i släktet Heteronychus och familjen Dynastidae. Inga underarter finns listade i Catalogue of Life.